# Municipio Guaqui
Das Municipio Guaqui liegt im Departamento La Paz im südamerikanischen Anden-Staat Bolivien.

## Lage im Nahraum
Das Municipio Guaqui ist eines von sieben Municipios der Provinz Ingavi und liegt im nordwestlichen Teil der Provinz. Es grenzt im Westen an das Municipio Desaguadero, im Süden an das Municipio Jesús de Machaca, im Südosten an das Municipio Taraco, im Osten an das Municipio Tiahuanacu und im Norden an den Titicacasee.
Das Municipio hat 19 Ortschaften (localidades), Verwaltungssitz des Municipio ist Guaqui mit 768 Einwohnern im zentralen Teil des Municipio. Größte Ortschaft im Municipio ist Puerto Guaqui mit 1.238 Einwohnern. (Volkszählung 2012)

## Geographie
Das Municipio Guaqui liegt südöstlich des Titicacasees zwischen den Anden-Gebirgsketten der Cordillera Occidental und der Cordillera Oriental im andinen Trockenklima des Altiplano und war in den vergangenen drei Jahrtausenden von deutlichen Wasserspiegel-Schwankungen des Sees betroffen.
Das Klima ist ein typisches Tageszeitenklima, bei dem die Temperaturunterschiede im mittleren Tagesverlauf deutlicher ausfallen als im Jahresverlauf. Die Jahresdurchschnittstemperatur beträgt knapp 8 °C, die Monatswerte schwanken nur unwesentlich zwischen 7 °C im Juni/Juli und 9 °C von November bis März. Der mittlere Jahresniederschlag beträgt etwa 670 mm (siehe Klimadiagramm Desaguadero) und fällt vor allem in den Monaten Dezember bis März mit monatlich mehr als 100 mm, von Mai bis August herrscht eine Trockenzeit mit Monatsniederschlägen unter 15 mm.

## Bevölkerung
Die Einwohnerzahl des Municipio Guaqui ist von 1992 bis 2024 um knapp die Hälfte angestiegen:
| Jahr | Einwohner | Quelle       |
| ---- | --------- | ------------ |
| 1992 | 5810      | Volkszählung |
| 2001 | 7552      | Volkszählung |
| 2012 | 7278      | Volkszählung |
| 2024 | 8599      | Volkszählung |

Das Municipio hatte bei der letzten Volkszählung von 2012 eine Bevölkerungsdichte von 47,0 Einwohnern/km². Die Lebenserwartung der Neugeborenen im Jahr 2001 lag bei 63,7 Jahren, und die Säuglingssterblichkeit war von 8,0 Prozent (1992) auf 5,7 Prozent im Jahr 2001 gesunken.
Der Alphabetisierungsgrad bei den über 19-Jährigen beträgt 71,1 Prozent, und zwar 88,9 Prozent bei Männern und 55,9 Prozent bei Frauen. (2001)
75,4 Prozent der Bevölkerung sprechen Spanisch, 87,9 Prozent sprechen Aymara, und 0,6 Prozent Quechua. (2001)
57,3 Prozent der Bevölkerung haben keinen Zugang zu Elektrizität, 75,6 Prozent leben ohne sanitäre Einrichtung (2001).
68,6 Prozent der insgesamt 2.272 Haushalte besitzen ein Radio, 22,1 Prozent einen Fernseher, 40,9 Prozent ein Fahrrad, 0,4 Prozent ein Motorrad, 2,3 Prozent ein Auto, 1,6 Prozent einen Kühlschrank und 1,2 Prozent ein Telefon. (2001)

## Politik
Ergebnis der bei den Regionalwahlen (concejales del municipio) vom 4. April 2010:
| Wahl- berechtigte |  | Wahl- beteiligung | gültige Stimmen |  | MAS-IPSP | M.P.S. | MSM    | AS     |
| ----------------- |  | ----------------- | --------------- |  | -------- | ------ | ------ | ------ |
| 3.841             |  | 3.409             | 2.058           |  | 764      | 456    | 451    | 387    |
|                   |  | 88,8 %            | 60,4 %          |  | 37,1 %   | 22,2 % | 21,9 % | 18,8 % |

Ergebnis der Regionalwahlen (elecciones de autoridades políticas) vom 7. März 2021:
| Wahl- berechtigte |  | Wahl- beteiligung | gültige Stimmen |  | MAS-IPSP | J.A.LLALLA.L.P. | MTS    | PBCSP  | ASP    | VENCEREMOS | SOL.BO |
| ----------------- |  | ----------------- | --------------- |  | -------- | --------------- | ------ | ------ | ------ | ---------- | ------ |
| 4.401             |  | 3.620             | 3.110           |  | 1.326    | 1.066           | 173    | 160    | 99     | 65         | 44     |
|                   |  | 82,25 %           | 85,91 %         |  | 42,64 %  | 34,28 %         | 5,56 % | 5,14 % | 3,18 % | 2,09 %     | 1,41 % |

## Gliederung
Das Municipio untergliedert sich nicht weiter in Kantone (cantones), sondern besteht nur aus dem Cantón Guaqui.

## Ortschaften im Municipio Guaqui
- Puerto Guaqui 1238 Einw. – Guaqui 768 Einw. – Sullcata 600 Einw. – Lacuyo San Antonio 585 Einw. – Andamarca 527 Einw.